# Liste der Hochschulen in Eswatini
Dies ist eine Liste der tertiären Bildungseinrichtungen im Königreich Eswatini. Die oberste Fachbehörde ist das Ministerium für Bildung und Ausbildung (Ministry of Education & Training).
- Gwamile Vocational and Commercial Training Institute (VOCTIM), in Matsapha (gegründet 1987 mit Unterstützung der GTZ)[2]
- Institute of Development Management Eswatini, in Mbabane (gegründet 1974)[3]
- Limkokwing University of Creative Technology, in Mbabane (in Malaysia ansässig)[4]
- LWATI Training Institute, in Mbabane (gegründet 1989)[5]
- Nazarene College of Education (gegründet 1936 als Einrichtung der Kirche des Nazareners)[6]
- Ngwane Teachers’ College (NTC), bei Nhlangano (gegründet 1982, eröffnet 1983 mit Unterstützung der EWG)[7]
- Southern Africa Nazarene University (SANU), in Manzini und Siteki (gegründet 2010)[8]
- Eswatini Medical Christian University (EMCU), in Mbabane (eröffnet 2012)[9]
- Swaziland College of Technology (SCOT), in Mbabane (gegründet 1946 als Handelsschule)[10][11]
- Swaziland Institute of Management and Public Administration (SIMPA) (gegründet 1965)[12]
- University of Eswatini, in Kwaluseni (gegründet 1982)[13]
- William Pitcher Training College (WPTC), in Manzini (gegründet 1962)[14]